# Marek Kopecký (fotbalista)
Marek Kopecký (* 19. února 1977) je bývalý český fotbalista, záložník. Byl také reprezentantem ve futsalu a v roce 2012 startoval na futsalovém mistrovství světa. Po skončení aktivní kariéry působil jako trenér futsalového reprezentačního výběru do 21 let.

## Fotbalová kariéra
V české lize hrál za SK Dynamo České Budějovice. Nastoupil v 39 ligových utkáních. Gól v lize nedal. V nižších soutěžích hrál i za SK Pardubice, FK Mogul Kolín a FK Náchod-Deštné.

## Ligová bilance
| Ročník                          | Zápasy | Góly | Klub                       |
| ------------------------------- | ------ | ---- | -------------------------- |
| 2. česká fotbalová liga 1994/95 | -      | 0    | SK Pardubice               |
| 2. česká fotbalová liga 1995/96 | 21     | 1    | SK Pardubice               |
| 2. česká fotbalová liga 1996/97 | 23     | 1    | SK Pardubice               |
| Gambrinus liga 1997/98          | 6      | 0    | SK Dynamo České Budějovice |
| 2. česká fotbalová liga 1998/99 | 21     | 0    | SK Dynamo České Budějovice |
| Gambrinus liga 1999/00          | 23     | 0    | SK Dynamo České Budějovice |
| Gambrinus liga 2000/01          | 10     | 0    | SK Dynamo České Budějovice |
| 2. česká fotbalová liga 2001/02 | 9      | 2    | FK Mogul Kolín             |
| Česká fotbalová liga 2007/08    | -      | -    | FK Náchod-Deštné           |
| CELKEM 1. liga ČR               | 39     | 0    |                            |